# Biblioteca lui Assurbanipal
Biblioteca Regală a lui Assurbanipal, numită după Assurbanipal, ultimul mare rege al Imperiului Neo-Asirian, este o colecție de mii de tăblițe de lut și fragmente care conțin texte de toate tipurile din secolul al VII-lea î.Hr. Printre obiectele deținute se află capodopera Epopeea lui Ghilgameș. Din cauza manipulării neglijente a materialului original o mare parte din bibliotecă este iremediabil amestecată, ceea ce face imposibil pentru oamenii de știință să organizeze și să reconstituie multe dintre textele originale, deși unele au rămas intacte.
Materialele au fost găsite în situl arheologic de la Kouyunjik (antica Ninive, capitala Asiriei) în nordul Mesopotamiei. Situl se află astăzi pe teritoriul statului modern Irak.
Tradițiile persane și armene veche indică faptul că Alexandru cel Mare, văzând marea bibliotecă a lui Assurbanipal de la Ninive, a fost inspirat în crearea propriiei sale biblioteci. Alexandru a murit înainte de a reuși să-și creeze biblioteca, dar prietenul și succesorul său Ptolemeu a supravegheat inițierea bibliotecii lui Alexandru - un proiect care s-a dezvoltat până la a deveni renumita Bibliotecă din Alexandria.

## Descoperire
Biblioteca este o descoperire arheologică a lui Austen Henry Layard; cele mai multe tăblițe au fost duse în Anglia și pot fi regăsite acum în colecția British Museum, dar o primă descoperire a fost făcută la sfârșitul anului 1849, în așa-numitul Palat din Sud-Vest, care a fost Palatul Regal al regelui Senaherib (705-681 î.Hr.).
Trei ani mai târziu, Hormuzd Rassam, asistentul lui Layard, a descoperit o "bibliotecă" similară în palatul regelui Assurbanipal (668-627 î.Hr.), pe partea opusă a movilei de pământ. Din păcate, nu a fost făcută nici o inventariere a descoperirilor și, la scurt timp după ce au ajuns în Europa, tăblițele s-au amestecat iremediabil unele cu altele, precum și cu tăblițe provenind alte situri. Astfel, este aproape imposibil astăzi să se reconstituie conținutul original al fiecăreia dintre cele două "biblioteci" principale.

## Conținut
Assurbanipal a fost cunoscut ca un comandant militar tenace; cu toate acestea, el a fost, de asemenea, un intelectual recunoscut, precum și un colecționar pasionat de texte și tăblițe. Ca ucenic de scrib el cunoștea atât limba akkadiană, cât și pe cea sumeriană.  El a trimis scribi în fiecare regiune a Imperiului Neo-Asirian pentru a aduna texte antice. A angajat cărturari și scribi pentru a copia texte, în principal din surse babiloniene.
Assurbanipal nu s-a sfiit să folosească războaiele ca un mijloc de a-și completa colecțiile cu tăblițe luate ca pradă de război. Deoarece era cunoscut ca savant și era crud cu dușmanii săi, Assurbanipal a fost capabil să se folosească de amenințări pentru a obține materiale din Babilon și din împrejurimi.
Biblioteca regală este formată din aproximativ 30.000 de tăblițe și plăci de lut scrise, majoritatea lor fiind sever fragmentată. Se poate presupune din conservarea fragmentelor că numărul tăblițelor care a existat în bibliotecă la momentul de distrugerii a fost de aproximativ două mii și numărul plăcuțelor scris din bibliotecă poate fi estimat la un total de trei sute. Majoritatea tăblițelor (aproximativ 6.000) conțineau compoziții colocviale sub formă de legislație, corespondențe și angajamente diplomatice, declarații aristocratice și aspecte financiare.  Textele rămase conțineau preziceri, semne, incantații și imnuri către diverși zei, în timp ce altele se refereau la medicină, astronomie și literatură. Din toate aceste texte aflate în bibliotecă doar zece conțin opere literare expresive cum ar fi epopei și mituri. Epopeea lui Ghilgameș, o capodoperă a poeziei antice babiloniene, a fost găsită în bibliotecă la fel ca povestea creației Enûma Eliš și mitul primului om Adapa sau povestiri precum Poor Man of Nippur.
Textele au fost scrise în principal în akkadiană cu caractere cuneiforme, însă multe dintre tăblițe nu au o origine exactă și este adesea dificil să se stabilească țara lor de proveniență. Multe tăblițe sunt într-adevăr compuse în limba neo-babiloniană, dar multe au fost, de asemenea, scrise în asiriană. 
Tăblițele au fost adesea organizate în funcție de formă și conținutul textelor. De exemplu, tăblițele cu patru laturi conțineau informații despre finanțe și tăblițele rotunde conțineau informații despre agricultură. 
Ninive a fost distrusă în anul 612 î.Hr. de către o coaliție formată din babilonienii, sciți și mezi, un popor iranian străvechi. Se crede că în timpul arderii palatului, un incendiu puternic ar fi devastat biblioteca, provocând coacerea parțială a tăblițelor de lut cuneiforme. În mod paradoxal, acest eveniment potențial distructiv a contribuit la supraviețuirea tăblițelor. În afară de textele de pe tăblițele de lut, unele texte ar fi putut fi scrise pe plăcuțe din ceară care, din cauza naturii lor organice, au fost pierdute.
Colecțiile de la British Museum numără 30.943 "tăblițe" în întreaga colecția Ninive, iar Consiliul de Administrație al Muzeului propune să fie realizat un catalog actualizat ca parte a Proiectului Bibliotecii lui Assurbanipal. Dacă se ia în calcul toate fragmentele mici care aparțin de fapt aceluiași text, este foarte probabil că "biblioteca" a inclus inițial aproximativ 10.000 de texte. Documentele originale ale bibliotecii cu toate acestea, care ar fi inclus pergamente din piele, plăci de ceară și, eventual, papirusuri, conțineau probabil un spectru mult mai larg de cunoștințe decât cel cunoscut din plăcuțele de lut scrise cu caractere cuneiforme și care s-au păstrat.

## Listă de tăblițe semnificative
- Inscripția Azekah
- Tratatul lui Assarhaddon cu Baal de Tir
- Tăblița K.3751 din Nimrud
- Prisma A a lui Sargon al II-lea
- Tăblița lui Venus a lui Ammisaduqa
- Epopeea lui Ghilgameș

| |
| Tăbliță conținând o parte din Epopeea lui Ghilgameș (Tăblița 11 prezentând Potopul), acum parte din colecțiile de la British Museum |

|                                                                                              |
| Tăblița lui Venus a lui Ammisaduqa, cu previziuni astrologice. Colecția British Museum K.160 |

|                                                     |
| Tăbliță de sinonime. Colecția British Museum K.4375 |